# 244 (číslo)
Dvě stě čtyřicet čtyři je přirozené číslo, které následuje po čísle dvě stě čtyřicet tři a předchází číslu dvě stě čtyřicet pět. Římskými číslicemi se zapisuje CCXLIV a řeckými číslicemi σμδ.

## Matematika
244 je:
- Deficientní číslo
- Nešťastné číslo
- Nepříznivé číslo
- Součet dvou pátých mocnin: 15 + 35

## Chemie
- 244 je nukleonové číslo nejstabilnějšího izotopu plutonia[1]

## Astronomie
- (244) Sita je planetka hlavního pásu, kterou objevil v roce 1884 Johann Palisa

## Doprava
- Silnice II/244 je česká silnice II. třídy vedoucí na trase Líbeznice – Kostelec nad Labem – Všetaty – Byšice[2]

## Ostatní
- +244 je mezinárodní telefonní předvolba Angola

## Roky
- 244
- 244 př. n. l.